# 미노사카모토역
미노사카모토역(일본어: 美乃坂本駅)은 일본 기후현 나카쓰가와시에 있는 도카이 여객철도 주오 본선의 역이다.

## 역 구조 및 승강장
섬식 승강장 1면 2선을 가진 지상역. 역사와 승강장은 과선교로 연락하고 있다.
도카이 교통 사업의 직원이 업무를 담당하는 업무위탁역으로, 나카쓰가와역이 이 역을 관리하고 있다. 구내 남쪽에 있는 역사의 내부에는, 발권 창구등이 놓아지고 있다. 더욱이, 이른 아침 · 낮 · 심야는 역 담당자가 부재로 된다.
| 1 | ■ 주오 본선 | 상행 | 다지미 · 나고야 방면     |
| 2 | ■ 주오 본선 | 하행 | 나카쓰가와 · 나가노 방면 |

## 이용 현황
하루의 평균 승차 인원은 이하와 같다.
- 2003년도 - 1,246명
- 2004년도 - 1,254명
- 2005년도 - 1,252명
- 2006년도 - 1,265명
- 2007년도 - 1,278명
- 2008년도 - 1,277명
- 2009년도 - 1,265명

## 역 주변
- 나카쓰가와 시청 사카모토 사무소
- 나카센도
- 주오 자동차도 나카쓰가와 IC
- 국도 제19호선
- 나카쓰가와 공원
  - 나카쓰가와 공원 야구장

## 역사
- 1917년 11월 25일 : 일본국유철도 주오 본선의 나카쓰가와 - 오이(현 · 에나) 간에 신설개업. 일반역.
- 1961년 5월 21일 : 화물의 취급을 폐지.
- 1984년 2월 1일 : 하물의 취급을 폐지.
- 1987년 4월 1일 : 일본국유철도 분할 민영화에 의해, 도카이 여객철도의 역이 된다.
- 2006년 11월 25일 : TOICA를 도입.

## 인접 역
| 도카이 여객철도 주오 본선             | 도카이 여객철도 주오 본선     | 도카이 여객철도 주오 본선 |
| ------------------------------------- | ----------------------------- | ------------------------- |
| 나카쓰가와 기소후쿠시마 · 나가노 방면 | ■ 센트럴 라이너 ■ 쾌속 ■ 보통 | 에나 다지미·나고야 방면   |